# SP Cailungo
SP Cailungo (Società Polisportiva Cailungo) is een voetbalclub uit San Marino. De club komt uit Borgo Maggiore en is in 1974 opgericht. Het eerste team speelt in de Campionato Sammarinese.

## Erelijst
- Coppa Titano (Beker)

Finalist: 2002
- Trofeo Federale (Supercup)

Winnaar: 2002
SP Cailungo · 
SS Cosmos · 
FC Domagnano · 
SC Faetano · 
SP La Fiorita · 
FC Fiorentino · 
SS Folgore/Falciano · 
AC Juvenes/Dogana ·
AC Libertas ·  
SS Murata · 
SS Pennarossa · 
SP Tre Fiori · 
SP Tre Penne · 
SS San Giovanni · 
SS Virtus

Voormalig:
SP Aurora ·
GS Dogana ·
SS Juvenus